# Rubén Pérez Chueca
Rubén Pérez Chueca (Saragossa, 7 d'agost de 1980) és un futbolista professional aragonès que juga en la posició de porter. El 31 de gener de 2014 va tancar la seva etapa professiona al Nàstic de Tarragona, després d'haver-hi estat vuit anys com a porter.

## Clubs
| Club                | Comunitat Autónoma | Any       |
| ------------------- | ------------------ | --------- |
| SD Huesca           | Aragó              | 2001-2002 |
| Alavés B            | País Basc          | 2002-2004 |
| CD Badajoz          | Extremadura        | 2004-2006 |
| Nàstic de Tarragona | Catalunya          | 2006-2014 |
| SD Huesca           | Aragó              | 2014      |
| CDC Torreforta      | Catalunya          | 2014-2015 |
| CF Reus Deportiu    | Catalunya          | 2015-     |